# No Limit (Album)
No Limit ist der Titel des 1980 veröffentlichten zweiten Studioalbums der deutschen Rockband Fargo.

## Hintergrund
Fargo hatte Anfang 1979 das Album Wishing Well veröffentlicht. Bereits im Februar war die Band auf Tournee gegangen, die sich durch das ganze Jahr zog. Das letzte Konzert dieser Tournee fand am 10. November 1979 in Fluorn-Winzeln statt und wurde vom SWR aufgenommen und in einer Sendung von Frank Laufenberg übertragen.
Die Aufnahmen zu No Limit fanden ab Dezember im Horus Sound Studio in Hannover unter der Leitung von Musikproduzent Frank Bornemann statt. Als Tontechniker agierte Jan Nemec.
Das Songwriting wurde überwiegend von Hanno Grossmann geleistet, der vier der acht Lieder schrieb. Sänger Peter Ladwig steuerte drei Songs bei, Bassist Peter Knorn einen Titel. Klavier und Orgel wurden von Kalle Bösel gespielt, Backing Vocals wurden von Neeltje Groneman gesungen. Bei zwei Liedern, I’m a Loser und The Last, wurde Schlagzeuger Frank Tolle durch Ede Schicke ersetzt.
Als Single wurde The Last aus dem Album ausgekoppelt. No Limit erschien im Februar 1980, kurz darauf begann die Tournee, in deren Rahmen die Band für vier Auftritte im Vorprogramm von April Wine spielte. Beim dritten Konzert mit der kanadischen Band, das in Nürnberg stattfand, gehörte auch Motörhead zum Billing. Am 12. April 1980 zog sich Peter Knorn auf der Bühne in Leonberg eine Rückenverletzung zu, als er, wie seinerzeit üblich, mit seinem Instrument einen Vorwärts-Salto sprang.
Am 6. Mai 1980 trat die Gruppe, zusammen mit Mitgliedern der Bands Eloy (Hannes Arkona, Hannes Folberth und Jürgen Rosenthal) und Jane (Charlie Maucher), in der Hamburger Fabrik auf. Der NDR zeichnete den Auftritt auf und sendete Ausschnitte in der Sendung Musik nach der Schule im Programm von NDR 2.
Nach dem Konzert am 9. Mai 1980 verließ Schlagzeuger Frank Tolle die Band vorübergehend. Rudi Kaeding spielte für ihn die Tournee zu Ende und nahm mit der Band auch das nächste Album auf.
2003 wurde No Limit wiederveröffentlicht und erschien erstmals auf CD. Diese Ausgabe des Albums enthielt neben den Titeln der Originalausgabe zwei bis dahin unveröffentlichte Titel.

## Titelliste
| Nr.          | Titel                    | Autor(en)       | Gastmusiker             | Länge |
| ------------ | ------------------------ | --------------- | ----------------------- | ----- |
| 1.           | Just The Music           | Hanno Grossmann | Piano: Kalle Bösel      | 3:05  |
| 2.           | Soul Survivor            | Hanno Grossmann | Orgel: Kalle Bösel      | 5:03  |
| 3.           | Hot Nights               | Peter Knorn     |                         | 3:55  |
| 4.           | I’m a Loser              | Hanno Grossmann | Schlagzeug: Ede Schicke | 6:42  |
| 5.           | Walking In The Moonlight | Peter Ladwig    |                         | 3:55  |
| 6.           | Take It Easy             | Peter Ladwig    |                         | 4:19  |
| 7.           | Get Up                   | Hanno Grossmann |                         | 4:10  |
| 8.           | The Last                 | Peter Ladwig    | Schlagzeug: Ede Schicke | 5:19  |
| Gesamtlänge: | Gesamtlänge:             | Gesamtlänge:    | Gesamtlänge:            | 36:28 |

| Nr. | Titel                               | Autor(en)       | Gastmusiker             | Länge |
| --- | ----------------------------------- | --------------- | ----------------------- | ----- |
| 1.  | Just The Music                      | Hanno Grossmann | Piano: Kalle Bösel      | 3:05  |
| 2.  | Soul Survivor                       | Hanno Grossmann | Orgel: Kalle Bösel      | 5:03  |
| 3.  | Hot Nights                          | Peter Knorn     |                         | 3:55  |
| 4.  | I’m a Loser                         | Hanno Grossmann | Schlagzeug: Ede Schicke | 6:42  |
| 5.  | Walking In The Moonlight            | Peter Ladwig    |                         | 3:55  |
| 6.  | Take It Easy                        | Peter Ladwig    | Piano: Kalle Bösel      | 4:19  |
| 7.  | Get Up                              | Hanno Grossmann |                         | 4:10  |
| 8.  | The Last                            | Peter Ladwig    | Schlagzeug: Ede Schicke | 5:19  |
| 9.  | Little Lady (Bonustrack)            |                 |                         |       |
| 10. | Nameless (Instrumental, Bonustrack) |                 |                         |       |